# 格林伍德 (特拉华州)
格林伍德（英語：Greenwood），是美国特拉华州苏塞克斯县（Sussex）下属的一座城镇，面积为2.06平方公里，均为陆地。2011年的数据显示该地有人口990人。论人口在本州排行第32。

## 名胜古迹
1983年，Richards Historic District被列入国家史迹名录。